# José Krespo
José Krespo (8 de enero de 1974) es un músico madrileño integrante actualmente del grupo Despistaos como guitarrista y compositor.

## Inicios
Hijo de un madrileño y una extremeña, ha vivido la mayor parte de su vida en Campamento, un barrio obrero a las afueras de la capital. Su interés por la música comenzó con los vinilos antiguos que conservaba su padre y también con los recopilatorios de la saga Max Mix o Boom, los cuales recibía de regalo todas las navidades. Escuchar discos (en este caso casetes) como The Final Countdown de Europe o Slippery When Wet de Bon Jovi en un walkman que le regalaron también contribuyeron a su pasión por la música. Un compañero de escuela le regaló una cinta de casete la cual contenía por una cara "Salve" de La Polla Records y por otra cara el primer disco de Kortatu. Este fue el detonante de su pasión por el punk-rock español. 
Su primer contacto con la guitarra se produjo tarde, con 18 años al ver a dos amigos tocando en el parque del barrio. En su casa comenzó con una guitarra española de su hermano y fijándose en cómo tocaban sus amigos, él empezó a aprender a hacerla sonar. Más tarde sus padres le apuntaron a una academia donde enseñaban a tocar sevillanas y algunas piezas clásicas, y así comenzó a aprender sus primeros acordes y algo de lenguaje musical. Finalmente completó su formación como guitarrista con el profesor y músico Jero Ramiro.

## Primeras bandas
La primera vez que subió a un escenario fue con una banda llamada La Agüela de Gillenmo, formada por un grupo de amigos de Collado Villalba (el pueblo donde veraneaba todos los años). La banda tocaba versiones de Kortaku, Eskorbuto, La Polla Records, etc. 
Más tarde con sus amigos del barrio nació un grupo llamado La Ruina, donde militó casi diez años. Grabaron una maqueta llamada Libre y Salvaje y editaron un disco llamado Subir a por Aire, gracias al premio por ganar el concurso de bandas de la mítica sala vallecana Hebe. Con La Ruina recorrieron parte de la geografía española y tocaron en varios festivales importantes como Festimad o Granito Rock. 
Tras la disolución de La Ruina, formó parte de la banda madrileña Void, después llamada El Espejo de Alice donde grabaron otro disco y donde también conoció el mundo de la verbena con la orquesta Templo.

## José Krespo enDespistaos
En 2004, tras ver un anuncio en Internet donde una banda de Guadalajara buscaba guitarrista, es cuando aparece en su vida el grupo Despistaos, del cual forma parte hasta la fecha. Se incorpora al grupo justo antes de la grabación de su segundo disco (Y a tí qué te importa) donde graba guitarras y algún que otro coro. Con Despistaos se profesionaliza como guitarrista y graba 7 discos de estudio y uno en directo. 
También es el compositor de algunas de las canciones más escuchadas de la banda como Gracias, Los Días Contados o la reciente, Mi Accidente Preferido y canta Un beso y nada más, canción que escribe a su hija mayor, Ainhoa. En el disco Estamos Enteros, escribe junto a la poetisa Patricia Benito la letra de la canción En Tus Manos.
Con Despistaos realiza más de 600 conciertos y además de España, realiza actuaciones en directo en países como Reino Unido, México, Argentina, Perú, Uruguay y Chile.

## Parón deDespistaos, PignoiseyA por Ella Ray
En 2013, Despistaos decide hacer un parón indefinido y José Krespo funda la banda A Por Ella Ray. Con ella graban en 2014 un EP (Mecanismos) y en 2015 su primer disco (Turista). En 2014 se incorpora a la banda Pignoise como músico de directo. Con ella realiza varias giras y en 2021 abandona la formación para dedicarse exclusivamente a Despistaos. 
También aprovecha este parón para estudiar marketing digital y realiza labores de Community Manager, diseño web y SEO.

## Discografía
Con Despistaos:
- ¿Y a ti qué te importa? - 2004
- Lejos (2006)
- Vivir al revés - 2007
- Lo que hemos vivido (Recopilatorio) - 2008
- Cuando empieza lo mejor - 2010
- Los días contados - 2012
- Las cosas en su sitio - 2013
- Estamos enteros - 2019

Con A por Ella Ray:
- Turista